# Ciparisia (Laconia)
Ciparisia (en idioma griego, Κυπαρισσία) es el nombre de una antigua ciudad griega de Laconia.
Estrabón la ubica cerca de la llanura Leuce, en una península y añade que disponía de puerto.
Pausanias no nombra directamente Ciparisia pero dice que en la acrópolis de la ciudad de Asopo se hallaba un templo de Atenea Ciparisia y al pie de la acrópolis estaban los restos de la ciudad llamada por los aqueos Paraciparisos.
Se localiza cerca de la antigua ciudad de Asopo, en una población llamada Boza situada en la península de Xylí, en la parte oriental del golfo de Laconia.